# 134e régiment d'infanterie (France)
 (février 2024).
Si vous disposez d'ouvrages ou d'articles de référence ou si vous connaissez des sites web de qualité traitant du thème abordé ici, merci de compléter l'article en donnant les références utiles à sa vérifiabilité et en les liant à la section « Notes et références ».
Le 134e régiment d'infanterie (134e RI) est un régiment d'infanterie de l'Armée de terre française. Il est créé sous la Révolution sous le nom de la 134e demi-brigade de première formation.

## Création et différentes dénominations
- 1795: Création de la 134e Demi-Brigade de Bataille formée des unités suivantes :
  - 2e bataillon du 72e Régiment d'Infanterie
  - 3e et 4e bataillons des volontaires du Bas-Rhin
- 1796 : Dissous et amalgamé dans la 70e Demi-Brigade d'Infanterie de Ligne
- 1813 : recréation 134e Régiment d'Infanterie de Ligne à partir des éléments de la garde municipale de Paris, dissoute à la suite de sa participation à la tentative de coup d'État du général Malet en octobre 1812.
- 1814: Dissous.
- 1870: 134e Régiment d'Infanterie de Ligne.
- 1871: Dissous.
- 1873: 134e Régiment d'Infanterie de Ligne.
- 1887: 134e Régiment d'Infanterie.
- 1914: à la mobilisation, il donne naissance au 334e Régiment d'Infanterie
- 1940: Dissous.
- 1944: 134e Régiment d'Infanterie.
- 1945: Dissous.
- 1955: 134e Bataillon d'Infanterie.
- 1959: Dissous.
- 1968: 134e Régiment d'Infanterie Divisionnaire.

## Chefs de corps
- 1795 : Colonel Valois.
- 1813 : Colonel Marie-Frédéric Brillat de Savarin.
- 1905 : colonel Jacques Émile Turcas
- Début de la 1re guerre mondiale : Colonel Perrin
- 3 septembre 1914 : Colonel Joseph Perret, du Génie, ad interim
- 12 septembre 1914 : Colonel Jean Sarda
- 26 octobre 1914 : Colonel Mathieu.
- 24 décembre 1914 : Colonel Le Maistre
- printemps 1915 : Colonel Duperrier
- 8 octobre 1915 : Commandant Poupard
- 1930- 1931 : Colonel Landrot.
- 1939-1940 : Colonel De Caumia-Baillenx.

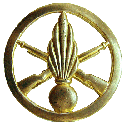
insigne de béret d'infanterie

Colonels tués ou/et blessés durant leur commandement du 134e régiment d'infanterie de ligne :
- 19 août 1813 : Colonel Marie Frédéric Brillet-Savarin, blessé

Officiers tués ou/et blessés pendant qu'ils servaient au 134e régiment d'infanterie durant la période 1813-1814:
- Officiers tués : 17
- Officiers morts des suites leurs blessures : 7
- Officiers blessés : 37

## Historique des garnisons, combats et bataille du134eRI de ligne

### RévolutionetEmpire
- 1795 : Estevan, Yrursum, et Bilbao

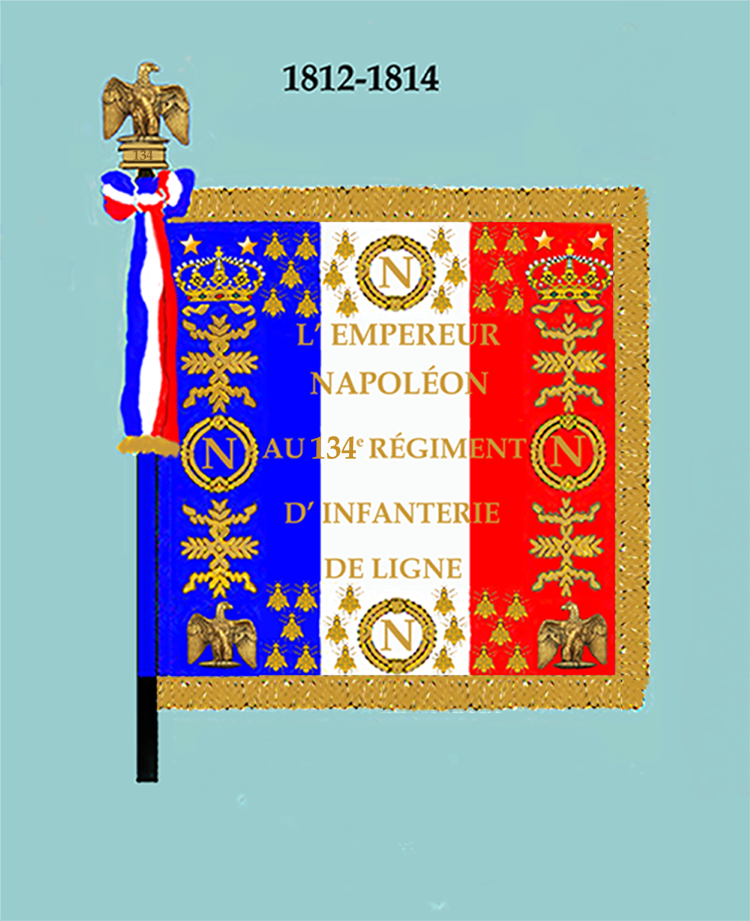
Drapeau modèle de 1812 (avers)
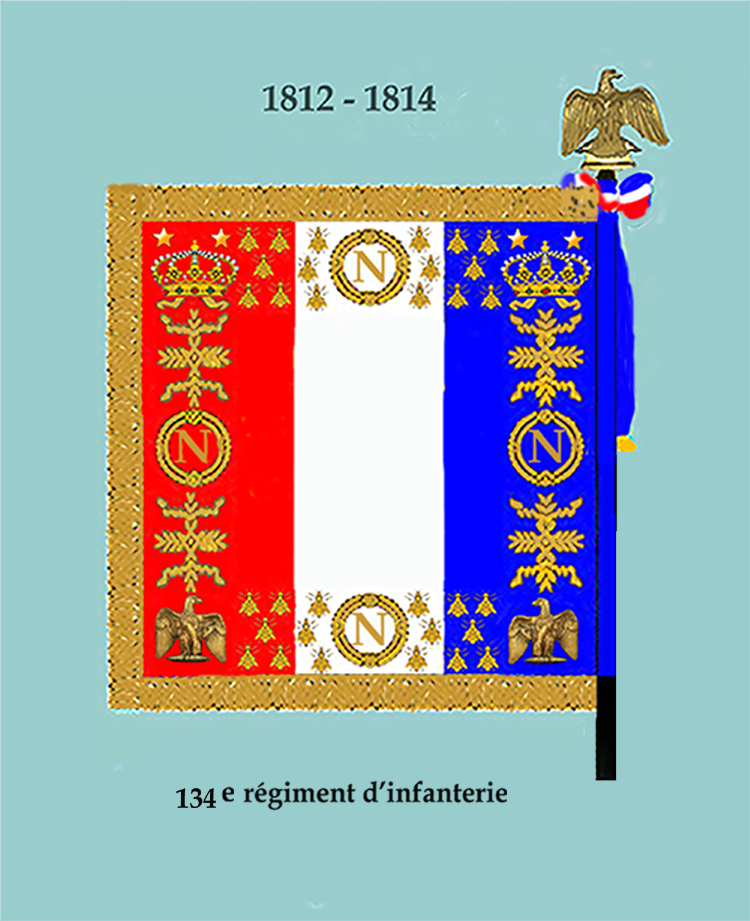
Drapeau modèle de 1812 (revers)

- 1813 : Mockern, Lützen, Bautzen, et Lowenberg
- 1814 : Magdebourg

Après la campagne d'Allemagne (1813), le régiment est décimé et a presque disparu.

### De 1873 à 1914
Le régiment est récréé en 1873.

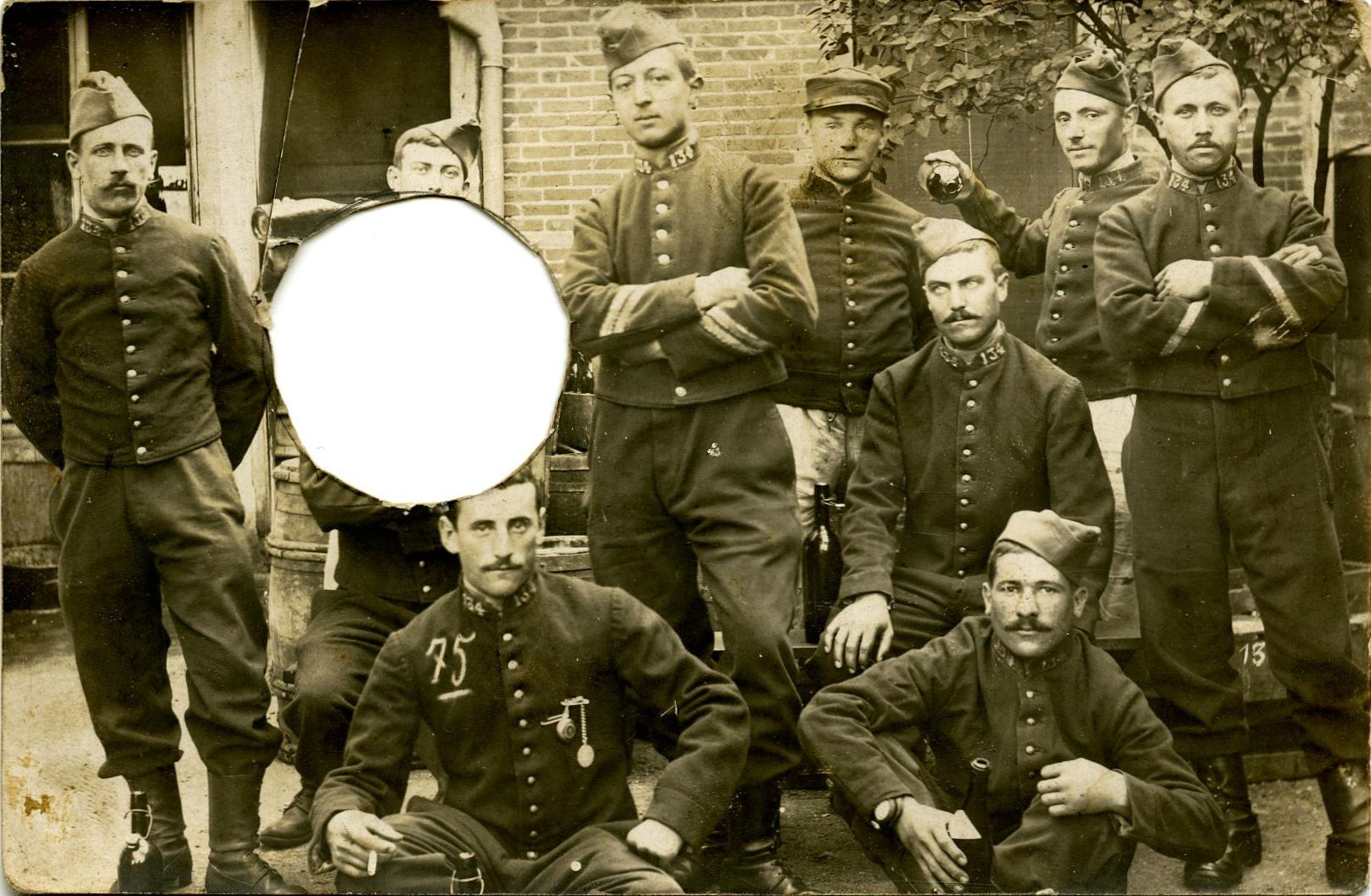
Photographie de conscrits du vers 1909 (le rond blanc correspond à une découpe autour du portrait d'un des conscrits).

Lors de la réorganisation des corps d'infanterie de 1887, le régiment fournit un bataillon pour former le 152e régiment d'infanterie

### Première Guerre mondiale
Casernement: Mâcon, Dijon
Pendant toute la guerre, le régiment appartient à la 15e division d'infanterie, subordonnée au 8e corps d'armée. Jusqu'en janvier 1917 il est rattaché à la 29e brigade de la 15e DI, puis à l'infanterie divisionnaire de la 15e DI.

#### 1914
Lorraine, Bataille de Sarrebourg, combats de Langatte, bataille de Rozelieures…

#### 1915
Sud de Saint-Mihiel, combats de la Vaux-Ferry, Champagne, attaque de la tranchée de Pologne, tranchée de la Vistule…
À la mobilisation, le 2 août 1914, le 134e régiment comprenait 3 360 hommes dont 59 officiers. Beaucoup d’entre eux ont été tués ou sont morts des suites de leurs blessures. Leurs noms sont inscrits sur l’historique du régiment.

#### 1916
Secteur de Saint-Mihiel, combats du bois d'Ailly en forêt d'Apremont, La croix Saint-Jean, Verdun (août), Somme, Belloy-en-Santerre.

#### 1917
Champagne, Aubérive, Butte de Mesnil, ouvrage Guerlais, Beauséjours.

#### 1918
Champagne, Oise…
" Brave régiment." Général Mangin, 1918.

### Entre-deux-guerres

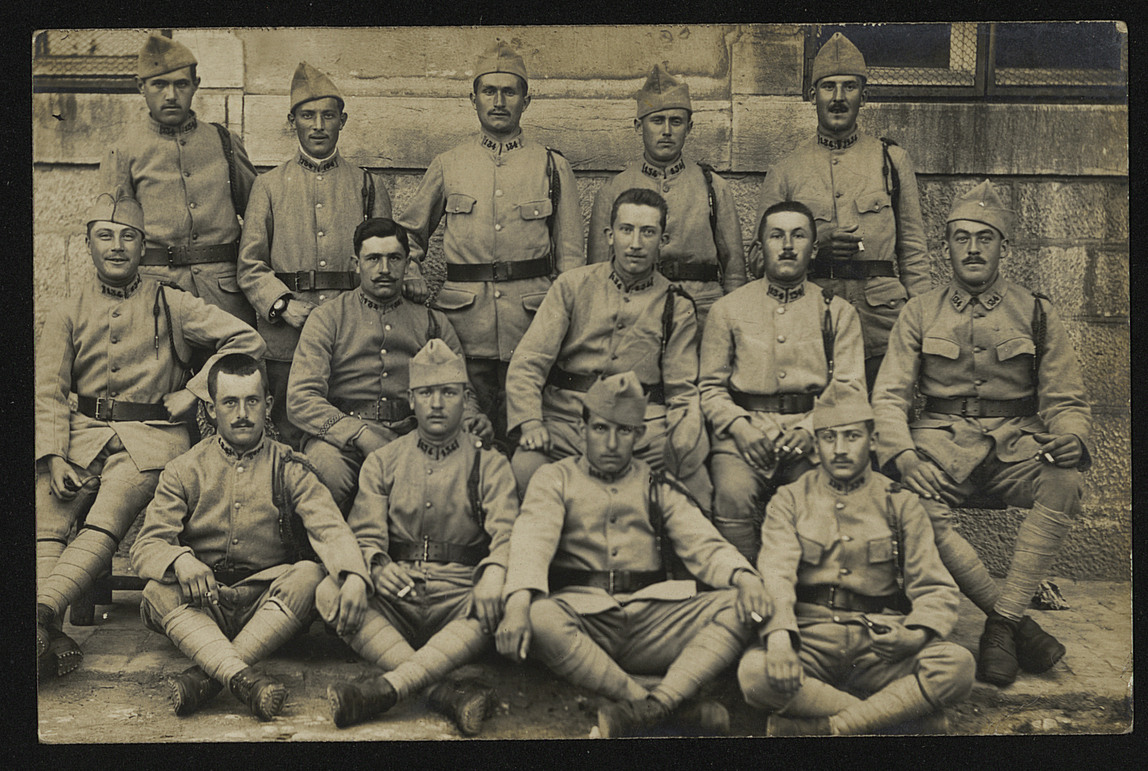
Groupe de soldats du vers 1919.

### Seconde Guerre mondiale
En 1940, le 134e régiment d'infanterie motorisée sous les ordres du colonel De Caumia-Baillenx de la 15e division d’infanterie motorisée du Général Juin de la Ire armée. Région Militaire, Centre Mobilisateur d'infanterie, CMI 82 Chalon-sur-Saône / Autun.

#### Batailles et combats
- 1940 :
  - 25 au 30 mai 1940 Poche de Lille

### De 1945 à nos jours
En 1945, le 134e est reformé à Périgueux grâce à un apport de résistants FFI venant des maquis du Limousin. Il est dirigé par le colonel Demonet, dont l'adjoint est le lieutenant-colonel Roger Lescure, qui a œuvré à la reformation du régiment.
Le régiment est en poste à Metz de juin à novembre 1945, puis passe en Allemagne mettre en œuvre son occupation.
En 1957, on trouve le 134e Bataillon d'Infanterie en Algérie. Il effectuera notamment des missions au Maroc à partir de Casablanca,vers Meknés, Fés et Oujda(aux frontières). Ensuite il sera affecté à la sécurité des pistes menant aux puits de pétrole de Colomb Béchar.
En septembre 1968, le colonel Berthelot reçoit le commandement du 134e Régiment d'Infanterie Divisionnaire, recréé dans le cadre de la réorganisation de la D.O.T.
Le P.C du Régiment est fixé à Mâcon, caserne Duhesme.
Il est composé de cinq compagnies de combat, d'une compagnie de commandement et d'une compagnie des services.
Fin 1968, le colonel Berthelot transmet le commandement du régiment au lieutenant-colonel Chaussier.
En 1972, une véritable renaissance du 134e R.I.D, le colonel P. Dumeurger prend le commandement du régiment.
Avec l'appui du colonel Jacques Schmitt, Délégué militaire Départemental, le régiment complète son organisation, qui comporte cinq compagnies et une compagnie de commandement et des services.
Le centre mobilisateur, installé à Autun, n'est pas à la hauteur des ambitions du régiment.
Le colonel Dumeurger, poursuit l'organisation et l'entrainement du régiment qui voit son organigramme se transformer. Le nombre de compagnies reste le même, mais deux compagnies d'interventions sont mises en place.
Le centre mobilisateur commence son installation à Crissey.
Les autres chefs de corps furent :
- le lieutenant-colonel Py.
- le colonel Roque (huissier de justice à Louhans)
- le colonel Chaudron de chalon-sur-Saône.
- le colonel Ajalbert de Mâcon.
- le colonel Dressler de Varennes-le-Grand.

## Inscriptions portées sur le drapeau du régiment

Dessin du revers du drapeau du.

Il porte, cousues en lettres d'or dans ses plis, les inscriptions suivantes :
- Lützen 1813
- Bautzen 1813
- Magdebourg 1813-1814
- Champagne 1915
- Verdun 1916
- Picardie 1918
- Gembloux 1940

## Décorations
La cravate du drapeau est décorée de la croix de guerre 1914-1918 avec 2 palmes, 1 étoile vermeil et de la croix de guerre belge 1940-1945 avec une palme.
Il a le droit au port de la fourragère aux couleurs du ruban de la croix de guerre 1914-1918.

## Personnalités ayant servi au134eRI
- Claude Fournier (1880-1916), militaire français ;
- David Olère (1902-1985), peintre et sculpteur français ;
- André Moulinier (1922-2006), résistant français, Compagnon de la Libération.

## Sources et bibliographie
- Bibliographie fournie par le musée du château de Vincennes.
- À partir du Recueil d'historiques de l'infanterie française (Général Andolenko - Eurimprim 1969).
- le 134e R.I